# Vuelta a Castilla y León 2009
La Vuelta a Castilla y León 2009, ventiquattresima edizione della corsa e valida come evento del circuito UCI Europe Tour 2009 categoria 2.1, si svolse in cinque tappe dal 23 al 27 marzo 2009 con partenza da Paredes de Nava ed arrivo a Valladolid, per un percorso totale di 659,3 km. Fu vinta dallo statunitense Levi Leipheimer che terminò la gara in 15h33'26", alla media di 42,379 km/h.
Al traguardo di Valladolid 128 ciclisti conclusero la vuelta.

## Tappe
| Tappa  | Data     | Percorso                                     | km    | Vincitore di tappa | Leader cl. generale |
| ------ | -------- | -------------------------------------------- | ----- | ------------------ | ------------------- |
| 1ª     | 23 marzo | Paredes de Nava > Baltanás                   | 168,3 | Joaquín Sobrino    | Joaquín Sobrino     |
| 2ª     | 24 marzo | Palencia > Palencia (cron. individuale)      | 28,2  | Levi Leipheimer    | Levi Leipheimer     |
| 3ª     | 25 marzo | Sahagún > San Isidro                         | 156,9 | Alejandro Valverde | Levi Leipheimer     |
| 4ª     | 26 marzo | Santa María del Páramo > Laguna de los Peces | 145,4 | Juan José Cobo     | Levi Leipheimer     |
| 5ª     | 27 marzo | Benavente > Valladolid                       | 152,5 | Alejandro Valverde | Levi Leipheimer     |
| Totale | Totale   | Totale                                       | 659,3 |                    |                     |

## Squadre e corridori partecipanti
| N.    | Cod. | Squadra                |
| ----- | ---- | ---------------------- |
| 1-8   | AST  | Astana Team            |
| 11-18 | GCE  | Caisse d'Epargne       |
| 21-28 | EUS  | Euskaltel-Euskadi      |
| 31-38 | FUJ  | Fuji-Servetto          |
| 41-48 | GRM  | Team Garmin-Slipstream |
| 51-58 | RAB  | Rabobank               |
| 61-68 | BBO  | Bbox Bouygues Telecom  |
| 71-78 | MCO  | Contentpolis-Ampo      |
| 81-88 | XGZ  | Xacobeo-Galicia        |

| N.      | Cod. | Squadra                         |
| ------- | ---- | ------------------------------- |
| 91-98   | ISD  | ISD-Neri                        |
| 101-108 | CTT  | Cervélo TestTeam                |
| 111-118 | VMC  | Burgos Monumental-Castilla León |
| 121-128 | ORB  | Orbea                           |
| 131-138 | BSP  | Barbot-Siper                    |
| 141-148 | RRC  | Rock Racing                     |
| 151-158 | ACA  | Andalucía-Cajasur               |
| 161-168 | LSE  | Liberty Seguros                 |

## Dettagli delle tappe

### 1ª tappa
- 23 marzo: Paredes de Nava > Baltanás – 168,3 km

Risultati
| Pos. | Corridore          | Squadra        | Tempo    |
| ---- | ------------------ | -------------- | -------- |
| 1    | Joaquín Sobrino    | Burgos         | 4h31'53" |
| 2    | David Vitoria      | Rock Racing    | s.t.     |
| 3    | José Joaquín Rojas | Caisse d'Epar. | s.t.     |

| Pos. | Corridore          | Squadra        | Tempo    |
| ---- | ------------------ | -------------- | -------- |
| 1    | Joaquín Sobrino    | Burgos         | 4h31'53" |
| 2    | David Vitoria      | Rock Racing    | s.t.     |
| 3    | José Joaquín Rojas | Caisse d'Epar. | s.t.     |

### 2ª tappa
- 24 marzo: Palencia > Palencia – Cronometro individuale – 28,2 km

Risultati
| Pos. | Corridore        | Squadra     | Tempo  |
| ---- | ---------------- | ----------- | ------ |
| 1    | Levi Leipheimer  | Astana Team | 33'17" |
| 2    | Alberto Contador | Astana Team | a 16"  |
| 3    | David Zabriskie  | Garmin      | a 22"  |

| Pos. | Corridore        | Squadra     | Tempo    |
| ---- | ---------------- | ----------- | -------- |
| 1    | Levi Leipheimer  | Astana Team | 5h05'10" |
| 2    | Alberto Contador | Astana Team | a 16"    |
| 3    | David Zabriskie  | Garmin      | a 22"    |

### 3ª tappa
- 25 marzo: Sahagún > San Isidro – 156,9 km

Risultati
| Pos. | Corridore          | Squadra         | Tempo    |
| ---- | ------------------ | --------------- | -------- |
| 1    | Alejandro Valverde | Caisse d'Epar.  | 3h28'16" |
| 2    | Rubén Plaza        | Liberty Seguros | s.t.     |
| 3    | Javier Moreno      | Andalucia       | s.t.     |

| Pos. | Corridore        | Squadra     | Tempo    |
| ---- | ---------------- | ----------- | -------- |
| 1    | Levi Leipheimer  | Astana Team | 8h33'26" |
| 2    | Alberto Contador | Astana Team | a 16"    |
| 3    | David Zabriskie  | Garmin      | a 22"    |

### 4ª tappa
- 26 marzo: Santa María del Páramo > Laguna de los Peces – 145,4 km

Risultati
| Pos. | Corridore      | Squadra       | Tempo    |
| ---- | -------------- | ------------- | -------- |
| 1    | Juan José Cobo | Fuji-Servetto | 3h42'03" |
| 2    | Denis Men'šov  | Rabobank      | a 8"     |
| 3    | Javier Moreno  | Andalucia     | a 9"     |

| Pos. | Corridore        | Squadra     | Tempo     |
| ---- | ---------------- | ----------- | --------- |
| 1    | Levi Leipheimer  | Astana Team | 12h15'38" |
| 2    | Alberto Contador | Astana Team | a 16"     |
| 3    | David Zabriskie  | Garmin      | a 22"     |

### 5ª tappa
- 27 marzo: Benavente > Valladolid – 152.5 km

Risultati
| Pos. | Corridore          | Squadra        | Tempo    |
| ---- | ------------------ | -------------- | -------- |
| 1    | Alejandro Valverde | Caisse d'Epar. | 3h17'46" |
| 2    | José Joaquín Rojas | Caisse d'Epar. | s.t.     |
| 3    | Pablo Urtasun      | Euskaltel      | s.t.     |

| Pos. | Corridore        | Squadra     | Tempo     |
| ---- | ---------------- | ----------- | --------- |
| 1    | Levi Leipheimer  | Astana Team | 15h33'16" |
| 2    | Alberto Contador | Astana Team | a 16"     |
| 3    | David Zabriskie  | Garmin      | a 22"     |

## Classifiche finali

### Classifica generale
| Pos. | Corridore          | Squadra         | Tempo     |
| ---- | ------------------ | --------------- | --------- |
| 1    | Levi Leipheimer    | Astana Team     | 15h33'26" |
| 2    | Alberto Contador   | Astana Team     | a 16"     |
| 3    | David Zabriskie    | Garmin          | a 22"     |
| 4    | Stef Clement       | Rabobank        | a 49"     |
| 5    | Denis Men'šov      | Rabobank        | a 1'07"   |
| 6    | Xavier Tondó       | Andalucia       | a 1'51"   |
| 7    | Philip Deignan     | Cervélo         | a 1'53"   |
| 8    | Ezequiel Mosquera  | Xacobeo Galicia | a 2'01"   |
| 9    | Alejandro Valverde | Caisse d'Epar.  | a 2'05"   |
| 10   | Juan José Cobo     | Fuji-Servetto   | a 2'45"   |

### Classifica a punti
| Pos. | Corridore          | Squadra        | Punti |
| ---- | ------------------ | -------------- | ----- |
| 1    | Alejandro Valverde | Caisse d'Epar. | 64    |
| 2    | José Joaquín Rojas | Caisse d'Epar. | 43    |
| 3    | Alberto Contador   | Astana Team    | 38    |
| 4    | Denis Men'šov      | Rabobank       | 36    |
| 5    | Levi Leipheimer    | Astana Team    | 33    |

### Classifica scalatori
| Pos. | Corridore          | Squadra        | Punti |
| ---- | ------------------ | -------------- | ----- |
| 1    | Alejandro Valverde | Caisse d'Epar. | 20    |
| 2    | Juan José Cobo     | Fuji-Servetto  | 10    |
| 3    | Javier Moreno      | Andalucia      | 9     |
| 4    | Denis Men'šov      | Rabobank       | 8     |
| 5    | Xavier Tondó       | Andalucia      | 8     |

### Classifica combinata
| Pos. | Corridore          | Squadra        | Punti |
| ---- | ------------------ | -------------- | ----- |
| 1    | Alejandro Valverde | Caisse d'Epar. | 5     |
| 2    | Denis Men'šov      | Rabobank       | 5     |
| 3    | Alberto Contador   | Astana Team    | 5     |
| 4    | Levi Leipheimer    | Astana Team    | 5     |
| 5    | Juan José Cobo     | Fuji-Servetto  | 5     |

### Classifica a squadre - Numero azzurro
| Pos. | Squadra              | Tempo     |
| ---- | -------------------- | --------- |
| 1    | Rabobank             | 46h44'45" |
| 2    | Cervélo TestTeam     | a 4'02"   |
| 3    | Caisse d'Epargne     | a 4'03"   |
| 4    | Astana Team          | a 4'56"   |
| 5    | Andalucía (ciclismo) | a 5'02"   |